# Matthew Lyon
Matthew Lyon (14 tháng 7 năm 1749 - 1 tháng 8 năm 1822) là một nhà in, người nông dân, người lính và chính trị gia người Ireland sinh ra ở Ailen, từng là Hạ nghĩ sĩ Hoa Kỳ cho cả Vermont và Kentucky.
Lyon đại diện cho Vermont trong Quốc hội từ 1797 đến 1801, và đại diện cho Kentucky từ năm 1803 đến năm 1811. Nhiệm kỳ của ông trong Quốc hội đã xáo trộn. Ông ta đã cãi nhau với một Dân biểu và bị kết án vì vi phạm đạo luật Sedition, giành lại quyền bầu cử lại Quốc hội từ bên trong nhà tù của ông ta.
Vụ xử án, bản án và việc giam giữ Lyon đã làm gia tăng tư cách của ông trong Đảng Dân chủ và Cộng hòa non trẻ như một lời tử đạo tự do ngôn luận.

## Thời trẻ và binh nghiệp
Lyon đã theo học tại Dublin, sau khi sinh ra ở hạt Wicklow gần đó, Ireland. her. Cha của ông bị kết án vì phản đối chính phủ Anh của Ireland, và Lyon đã làm việc khi còn là cậu bé để giúp đỡ người mẹ góa bụa của mình. Anh bắt đầu học nghề máy in và máy rút tiền vào năm 1763, nhưng di cư sang Connecticut như một người cứu chuộc vào năm 1764. Để trả nợ, ông làm việc cho Jabez Bacon, một nông dân và thương gia ở Woodbury [5]. Khoản nợ này sau đó được mua bởi thương gia và nông dân Hugh Hannah của Litchfield; Trong khi làm việc cho Hannah (hay Hanna), Lyon tiếp tục học bằng cách tự học khi có thể. Bằng cách làm việc cho tiền lương khi được cho phép, Lyon đã dành đủ để mua phần nợ còn lại của mình, và ông trở thành một người tự do năm 1768. 
Trong khi sống ở Connecticut, Lyon trở nên quen thuộc với nhiều người trở thành những người định cư đầu tiên của Vermont. Năm 1774, Lyon chuyển đến Wallingford (khi đó được gọi là New Hampshire Grants), nơi ông đã nuôi và tổ chức một lực lượng dân quân.  Ông là một phụ tá trong trung đoàn của Đại tá Seth Warner ở Canada vào năm 1775, và tháng 7 năm 1776 được ủy nhiệm làm trung đội trưởng trong trung đoàn của đoàn Green Mountain Boys [8]. Ông chuyển đến Arlington, Vermont, năm 1777.
Trong Chiến tranh Cách mạng Mỹ, Lyon đã từng phục vụ dưới thời Horatio Gates ở vùng cao nguyên New York và Vermont. Trong một phiên bản của sự kiện này sau đó được các đối thủ chính trị lưu truyền, ông ta đã thu hút được sự hèn nhát và được lệnh phải mang theo một thanh gươm bằng gỗ để đại diện cho sự xấu hổ của mình . Trong phiên bản của Lyon, ông và những người đàn ông của ông được giao nhiệm vụ canh gác lúa mì trồng ở những cánh đồng gần Jericho, Vermont; Không hài lòng với việc không được sử dụng tốt, anh ta yêu cầu rời khỏi chỉ huy của Gates và tham gia vào trung đoàn do Seth Warner chỉ huy ]. Hành vi của Lyon được chứng minh bởi cả Arthur St. Clair và James Wilkinson.
Lyon sau đó gia nhập trung đoàn của Warner với nhiệm vụ người phát lương với cấp bậc đại úy, và phục vụ trong trận Bennington và các trận khác . Sau khi rời khỏi Warner's Regiment sau trận Saratoga, Lyon tiếp tục hoạt động cách mạng của mình, phục vụ như một thành viên của Hội đồng an toàn của Vermont, một đại úy quân đội (sau đó tiến về đại tá), tổng giám đốc của Vermont Militia, phó bí thư của Thống đốc Thomas Chittenden, và trợ lý cho thủ quỹ của Vermont.